# Trichoglottis paniculata
Trichoglottis paniculata är en orkidéart som beskrevs av Johannes Jacobus Smith. Trichoglottis paniculata ingår i släktet Trichoglottis och familjen orkidéer.
Artens utbredningsområde är Sulawesi. Inga underarter finns listade i Catalogue of Life.